# Anini-y
Anini-y es un municipio filipino de cuarta clase, perteneciente a la provincia de Antique, en las Bisayas Occidentales.

## Toponimia
El lugar puede aparecer referido con las grafías «Aniniy» y «Anini-y».

## Historia
Hacia mediados del siglo XIX, el lugar, que por entonces formaba jurisdicción civil y eclesiástica con Cagayancillo, tenía contabilizada una población de 1117 habitantes, repartidos en 186 casas. Aparece descrito en el primer volumen del Diccionario geográfico, estadístico, histórico de las Islas Filipinas (1850) de Manuel Buzeta Núñez y Felipe Bravo con las siguientes palabras:

ANINIY: pueblo que forma jurisd. civil y eclesiástica con el de Cagayancillo, teniendo entre ambos cura y gobernadorcillo, en la isla de Panay, prov. de Antique, dióc. de Cebú: sit. en terreno llano y despejado, en la parte litoral de la isla; clima cálido, pero sano. Tiene como unas 186 casas, en general de sencilla construccion, distinguiéndose como de mejor fábrica la casa llamada tribunal; hay cárcel y escuela de primeras letras dotada de los fondos de comunidad, á la que concurren varios alumnos; hallándose el cementerio en parage ventilado. El term. confina con el de su adjunto Cagayancillo y es bastante fértil. En sus montes donde se encuentra caza mayor y menor, se crian buenas maderas, sibucao y varias clases de junquillos, rica miel y cera que elaboran las abejas en los troncos de los árboles y en cualquier hueco que hallan en los montes; bréa, etc. En los terrenos cultivados son los mas notables prod. arroz, maiz, cacao, tabaco, algodon, cocos y abundantes legumbres y frutas. La ind. consiste en el beneficio de los frutos naturales, eleboracion del aceite de coco, y varios tejidos de algodon, cuya tarea suele ser desempeñada por las mugeres: la pesca constituye tambien un ramo notable de industria. El com. consiste en la esportacion del sobrante de sus prod. naturales y fabriles, tabacao que se compra por los factores del gobierno de la colonia, bréa, sibucao y otras maderas de sus bosques, etc. pobl. 1,117 alm., trib. (v. cagayancillo).
(Buzeta y Bravo, 1850, p. 297)

En 2020, tenía censados 22 018 habitantes.